# MACS J0416.1-2403
MACS J0416.1-2403 är en galaxhop 4,3 miljarder ljusår från jorden i stjärnbilden Eridanus. Den har bildats av två kolliderande galaxhopar.